# Бионеорганична химия
Бионеорганичната химия е научна област, обединяваща елементи на биохимията и неорганичната химия, която изучава биогенните елементи, минералните соли и микроелементите, необходими за функционирането на живите организми. Тя разглежда както естествени явления, като поведението на металопротеините, така и изкуствено въведени в организмите неорганични вещества, които имат значение за медицината и токсикологията. Неорганичните вещества играят важна роля в много биологични процеси, като клетъчното дишане.
В България бионеорганичната химия се преподава като отделна дисциплина в малък брой университети. В някои курсове по неорганична химия се разглежда биологичното значение и функции на някои химични елементи.